# Cum a dispărut lady Frances Carfax
Cum a dispărut lady Frances Carfax (în engleză The Disappearance of Lady Frances Carfax) este una dintre cele 56 povestiri scurte cu Sherlock Holmes ale lui Sir Arthur Conan Doyle și a cincea povestire din volumul Ultima reverență (respectiv a șasea în edițiile americane ale acestui volum).
Ea a fost publicată în revista Strand Magazine din decembrie 1911, cu ilustrații de Alec Ball, apoi în volumul "Ultima reverență" (în engleză His Last Bow) editat în anul 1917 de John Murray din Anglia. 

## Rezumat

### Misterul inițial
Sherlock Holmes îi explică doctorului Watson că fusese contactat de Susan Dobney pentru a investiga dispariția lui Lady Frances Carfax, o femeie celibatară și neajutorată. Dobney este bătrâna guvernantă a lui Lady Carfax, iar aceasta din urmă obișnuia să-i scrie o dată la două săptămâni, dar au trecut cinci săptămâni de când Dobney nu primise nicio veste, ceea ce i s-a părut anormal. 
Ultima sa scrisoare fusese trimisă de la Hotelul Național din Lausanne (Elveția). Ea a plecat de acolo fără a lăsa nicio adresă. Holmes a aflat totuși că, de la plecarea sa, doamna îi dăduse un cec de 50 £ fostei sale cameriste pe nume Marie Devine, care locuiește la Montpellier. Lady Frances este singura supraviețuitoare directă din familia contelui de Rufton, dar moștenise doar niște fonduri modeste, precum și niște extraordinare bijuterii de argint și niște diamante interesant tăiate. Ea era atașată de acele bijuterii și refuza să le lase în bancă, cărându-le peste tot cu ea. 
Detectivul se teme că ceva rău i s-a petrecut lui Lady Frances Carfax și-l însărcinează pe Watson să meargă la Lausanne, deoarece el era ocupat cu o altă afacere la Londra. 

### Rezolvare
În Elveția, Watson se întâlnește cu dl. Moser, directorul hotelului, de la care află că Lady Frances a locuit la Hotelul Național timp de câteva săptămâni, dar plecase brusc într-o zi. Camerista ei fusese logodită cu Jules Vibart, unul din șefii de sală. Acesta îi sugerează dr. Watson că plecarea doamnei era legată de vizita, cu o zi sau două mai înainte, a unui bărbat englez înalt, brunet și cu barbă, care părea să o urmărească. Acesta apăruse prima dată în parc în compania doamnei, dar când ceruse să o vadă a doua oară la hotel, doamna refuzase în mod categoric să-l primească. Ea plecase atunci din Lausanne pentru a scăpa de englezul cel insistent. Vibart îi spune că Lady Frances se despărțise de cameristă, fără ca el să știe de ce. El îi dă totuși adresa cameristei Marie Devine din Montpellier.
Watson descoperă în continuare printr-o agenție Cook că Lady Carfax plecase la Baden, în Germania. El se deplasează acolo și află că doamna fusese cazată timp de două săptămâni la hotelul Englischer Hof din oraș, unde a făcut cunoștință cu soții Shlessinger, misionari din America de Sud. Doctorul Shlessinger era un misionar convalescent revenit din America latină într-o stare de sănătate precară. Soția sa și Lady Carfax au vegheat la însănătoșirea sa. Cu trei săptă,âni înainte, cuplul plecase la Londra și Lady Carfax i-a însoțit, concediind-o cu puțin timp înainte pe camerista Marie Devine. Watson află că un bărbat bărbos și înalt, un “sălbatic”, trecuse cu o săptămână înainte pe la Baden în căutarea ei. Watson îi scrie o telegramă lui Holmes în care-i relatează progresele sale, dar Holmes îi cere să-i trimită o descriere a urechii stângă a dr. Shlessinger. Watson crede că telegrama lui Holmes este o încercare de glumă. Holmes este de fapt serios.
Watson se deplasează apoi la Montpellier, pentru a vorbi cu Marie Devine, fosta cameristă. Ea îi spune că Lady Carfax o concediase din cauza faptului că urma să se căsătorească cu Jules Vibart. Cei 50 £ erau un cadou de nuntă. Și ea crede că omul bărbos era motivul pentru care fosta ei stăpână plecase de la Lausanne. L-a descris ca pe un om înspăimântător și violent. În timp ce tânăra femeie îi evoca călătoria sa cu Lady Carfax, l-a văzut prin fereastră pe omul bărbos, care se afla pe stradă. Doctorul a ieșit imediat afară și l-a acostat brusc pe necunoscut, întrebându-l cine este și ce făcuse cu Lady Carfax. Interlocutorul său a urlat furios și s-a repezit asupra sa, strângându-l de gât. Un muncitor a ieșit atunci dintr-o cârciumă și l-a lovit cu o bâtă pe bărbos peste antebraț, făcându-l să-i dea drumul lui Watson și să fugă. 
Muncitorul era de fapt Sherlock Holmes deghizat. Detectivul îl acuză pe Watson că a încurcat lucrurile și-i spune să meargă împreună la Londra în aceeași seară. El îi explică faptul că omul bărbos era Philip Green, un bărbat profund îndrăgostit de Lady Carfax care dorea să o regăsească pentru a încerca să-i recâștige inima. Într-o discuție cu Holmes și Watson în hotelul unde erau cazați, Green le spune că nu era bogat în tinerețe. El plecase în Africa de Sud, unde se îmbogățise, și revenise în Europa pentru a o căuta. Holmes îi recomandă să meargă la Londra.
Cei trei se întorc la Londra, unde plecase Lady Carfax după ce părăsise hotelul din Baden. Odată ajunși în 221B Baker Street, Holmes îi explică lui Watson că soții Shlessinger sunt de fapt doi răufăcători a căror specialitate este ademenirea femeilor bogate și singure și acapararea bunurilor acestora, profitând de sentimentele lor religioase. Dr. Shlessinger se numea în realitate Holy Peters și era din Australia, iar Holmes îl recunoscuse după urechea sa "crestată sau sfâșiată", după cum i se comunicase detectivului într-o telegramă trimisă din Baden. Urechea sa fusese mușcată într-o bătaie dintr-un bar din Adelaide în 1889. Soția sa se numea Fraser. Holmes crede că Lady Frances este la Londra, fiind ținută prizonieră de cei doi escroci.
Căutarea pare aparent fără speranță, nefiind obținute rezultate. Dar după o săptămână la o casă de amanet a fost adus un pandantiv de argint cu briliante, pe care Holmes l-a identificat ca aparținând lui Lady Frances Carfax. El fusese adus de o persoană care semăna cu falsul Shlessinger, iar adresa dată de acesta era falsă. Detectivul îi cere lui Philip Green să spioneze casa de amanet, bănuind că Henry Peters va reveni acolo pentru a aduce și alte bijuterii pentru că primise un preț bun și nu i se puseseră întrebări. După câteva zile de așteptare, a sosit soția falsului Shlessinger pentru a aduce un nou pandantiv, asemănător cu cel precedent. Green a urmărit-o și a descoperit adresa unde se ascundeau cei doi escroci. Ea intrase mai înainte într-o agenție de pompe funebre unde Green aflase că doamna Fraser aștepta un sicriu mai neobișnuit pentru o înmormântare prevăzută a avea loc în ziua următoare la ora opt.
Detectivul scrie un bilet și-l trimite la poliție, la inspectorul Lestrade, pentru a obține un mandat de percheziție. Holmes și Watson se deplasează în grabă la adresa indicată de Green. Ei intră fără mandat, amenințând-o pe femeie cu un revolver, iar Holy Peters își trimite "soția" să aducă poliția. Detectivul cere să vadă sicriul care sosise între timp la locuința lor și găsesc în el corpul unei femei bătrâne moarte. Holy Peters afirmă că este vorba de o bătrână dădacă a doamnei Fraser pe care o găsiseră cu puțin timp înainte la un azil din Brixton și care murise de senilitate. Aceste afirmații se dovedesc a fi exacte. Înmormântarea bătrânei femei era prevăzută a avea loc în dimineața următoare. După sosirea poliției, Holmes pleacă perplex.
Ziua se termină aparent fără soluții. Nu se întâmpla nimic suspect la casa lui Peters, mandatul nu sosește, iar Holmes și Watson se întorc pe strada Baker. Holmes nu doarme în acea noapte, preferând să analizeze cazul în minte. În timpul nopții, detectivul întrevede soluția misterului: sicriul era neobișnuit de adânc pentru o femei atât de mică; în el ar fi încăput două corpuri, corpul lui Lady Carfax putând fi adăugat în ultimul moment. Astfel, puteau fi înmormântate două persoane cu un singur certificat de deces, întocmit legal. 
În dimineața zilei următoare, Holmes și Watson se deplasează în grabă în Brixton și află că sicriul nu fusese scos din casă pentru a fi dus la cimitir. El îi convinge pe ciocli să ducă sicriul în casă, pentru a aștepta sosirea mandatului. Holmes îi oferă 20 de șilingi unui cioclu pentru ca acesta să dea jos capacul sicriului. În coșciug este găsită Lady Frances, inconștientă, cu capul acoperit cu o pânză de bumbac îmbibată în cloroform. "Soții" Peters dispar brusc în casă și nu mai sunt găsiți de poliție. După o jumătate de oră, trimp în care sosise și Lestrade cu mandatul, Watson reușește să o readucă la viață pe Lady Frances.

## Personaje
- Sherlock Holmes
- doctorul Watson
- Lady Frances Carfax - descendentă a familiei contelui de Rufton
- Susan Dobney - bătrâna guvernantă a lui lady Frances Carfax
- Marie Devine - fosta cameristă a lui lady Frances Carfax
- Dl. Moser - director la Hotelul Național din Lausanne
- Jules Vibart - șef de sală la Hotelul Național din Lausanne
- Dr. Shlessinger (Holy Peters) - escroc din Australia
- Doamna Shlessinger (doamna Fraser) - complicea lui Peters
- Philip Green - fost iubit al lui Lasy Carfax
- Inspectorul Lestrade - inspector la Scotland Yard

## Aluzii la anchete inedite
La începutul povestirii, Holmes refuză să-l însoțească pe Watson pe continent căci era angajat deja într-o altă afacere de « bătrânul Abraham, cuprins de o spaimă mortală pentru viața sa ». Acest caz al detectivului este inedit. 

## Adaptări teatrale și cinematografice
Povestirea "Cum a dispărut lady Frances Carfax" a fost adaptată de mai multe ori în decursul timpului.
| An   | Titlu                                    | Țară         | Regizor         | Holmes         | Watson           | IMDb     |
| ---- | ---------------------------------------- | ------------ | --------------- | -------------- | ---------------- | -------- |
| 1923 | The Disappearance of Lady Frances Carfax | Regatul Unit | George Ridgwell | Eille Norwood  | Hubert Willis    | legătură |
| 1965 | The Disappearance of Lady Frances Carfax | Regatul Unit | Shuan Sutton    | Douglas Wilmer | Nigel Stock      | legătură |
| 1991 | The Disappearance of Lady Frances Carfax | Regatul Unit | John Madden     | Jeremy Brett   | Edward Hardwicke | legătură |

Prima adaptare pentru film a acestei povestiri a avut loc în 1923 în seria de filme mute cu Eille Norwood în rolul lui Holmes. În alte roluri au jucat Hubert Willis (Dr. John Watson), David Hawthorne (Philip Greene) și Evelyn Cecil (Lady Frances Carfax).  Acest film este mut și alb-negru.
Povestirea a fost adaptată în 1965 pentru un episod (episodul 12) al serialului TV Sherlock Holmes (realizat de BBC) cu actorii Douglas Wilmer și Nigel Stock. Rolul lui Philip Green este interpretat de Joss Ackland, care a jucat și în serialul realizat de Granada TV cu Jeremy Brett în rolul principal. 
Ea a fost adaptată ulterior într-un episod din 1991 al serialului TV Arhiva lui Sherlock Holmes cu Jeremy Brett în rolul lui Holmes și Edward Hardwicke în rolul dr. Watson. Acest episod este al 27-lea al întregului serial și primul al celei de-a treia serii. Această versiune nu este în întregime fidelă textului original. Acțiunea principală are loc în Lake District și, deși cei doi Peters sunt reținuți, finalul său este mult mai pesimist; Lady Frances este psihologic traumatizată de experiența aproape mortală și este puțin probabil că se vindeca complet. Holmes recunoaște cazul ca fiind unul dintre puținele sale eșecuri adevărate, refuzând să fie recompensat de către Green pentru că a prevenit o tragedie. 

## Traduceri în limba română
- Cum a dispărut lady Frances Carfax - în volumul "Aventurile lui Sherlock Holmes. Vol IV" (Colecția Adevărul, București, 2010) - traducere de Emilia Oanță
- Cum a dispărut lady Frances Carfax - în volumul "Aventurile lui Sherlock Holmes. Vol IV" (Colecția Adevărul, București, 2011) - traducere de Emilia Oanță